# Hooked on a Feeling (álbum)
Hooked on a Feeling es el segundo álbum de estudio de la banda sueca Blue Swede. Fue publicado en marzo de 1974 a través de EMI Records. Siguiendo la tendencia de David Bowie, Don McLean, John Fogerty, Brian Ferry, entre otros, Blue Swede recopiló básicamente una lista de los “favoritos del pop” existentes, y a cada uno se le dio un toque muy especial y personal.

## Recepción de la crítica
Un escritor no especificado de la revista Cash Box escribió: “La sección rítmica de Jan Guldback y Bosse Liljedahl mantiene una excelente vigilancia sobre los tempos pulsantes que abundan a lo largo de esta exitosa colección”. Un escritor no especificado de la revista Billboard escribió: “Cantan con sencillez y su trabajo en conjunto tiene una mezcla rica y dulce. Su enfoque instrumental es de subordinación a la voz".

## Lista de canciones
Todas las canciones escritas y compuestas por Björn Skifs y Bengt Palmers, excepto donde esta anotado. 
| Lado uno |                           |                            |          |  |
| N.º      | Título                    | Escritor(es)               | Duración |  |
| 1.       | «Hooked on a Feeling»     | Mark James                 | 2:52     |  |
| 2.       | «Pinewood Rally»          |                            | 2:53     |  |
| 3.       | «Silly Milly»             | Christian Bruhn Fred Moock | 2:53     |  |
| 4.       | «Lonely Sunday Afternoon» |                            | 3:12     |  |
| 5.       | «Gotta Have Your Love»    |                            | 3:26     |  |

| Lado dos |                                                 |                          |          |  |
| N.º      | Título                                          | Escritor(es)             | Duración |  |
| 1.       | «Destiny»                                       | José Feliciano           | 2:31     |  |
| 2.       | «Something's Burning»                           | Mac Davis                | 3:42     |  |
| 3.       | «Working in the Coal Mine»                      | Allen Toussaint          | 2:33     |  |
| 4.       | «Never My Love»                                 | Dick Addrisi Don Addrisi | 2:27     |  |
| 5.       | «(There's) Always Something There to Remind Me» | Burt Bacharach Hal David | 3:39     |  |

## Créditos y personal
Créditos adaptados desde las notas de álbum de Hooked on a Feeling.
Blue Swede
- Björn Skifs – voz principal
- Jan Guldbäch – batería
- Bosse Liljedahl – bajo eléctrico
- Michael Areklew – guitarra
- Ladislav Balaz – piano eléctrico, órgano
- Tommy Berglund – trompeta, fliscorno
- Hinke Ekestubbe – saxofón tenor, flauta, coros

Personal técnico
- Bengt Palmers – productor
- Roy Kohara – director artístico
- Jay Maynard – masterización

## Posicionamiento
| Gráfica (1974)                            | Pico de posición |
| ----------------------------------------- | ---------------- |
| Australia (Kent Music Report)             | 53               |
| Canadá (RPM Top Albums)                   | 86               |
| Estados Unidos (Billboard Top LPs & Tape) | 80               |